# Gliese 450
Gliese 450 (GJ 450 / HIP 57802 / G 148-13) es una estrella en la constelación de la Osa Mayor situada a 26 minutos de arco de HD 102713.
Tiene magnitud aparente +9,72, por lo que no es observable a simple vista.
Se encuentra a 27,9 años luz del sistema solar.

## Características
Gliese 450 es una enana roja de tipo espectral M1Ve.
Diversos estudios ofrecen cifras dispares para su temperatura superficial, entre 3451 y 3748 K.
Posee una luminosidad bolométrica —en todas las longitudes de onda— equivalente al 3 % de la que tiene el Sol.
Gira sobre sí misma con una velocidad de rotación proyectada igual o inferior a 3,3 km/s.
Muestra un contenido metálico inferior al solar, pero tampoco existe consenso en cuanto al valor exacto; este estaría comprendido entre el 36 % y el 61 % del encontrado en nuestra estrella.
Tiene una masa de 0,491 ± 0,004 masas solares y se piensa que es una estrella joven de 1000 millones de años de edad.
Las estrellas conocidas más cercanas a Gliese 450 son Groombridge 1830 y 61 Ursae Majoris, a 2,3 y 3,5 años luz respectivamente.